# Tobrilus punctatus
Tobrilus punctatus is een rondwormensoort uit de familie van de Tobrilidae.